# 圣克里斯图
圣克里斯图是巴西南大河州的一个市镇。总面积366.878平方公里，总人口14280人，人口密度38.9人/平方公里。